# メガミデバイス
メガミデバイス（英語: Megami Device）は、コトブキヤが制作及び発売するプラモデルシリーズ。

## 概要
コトブキヤが手掛けるフレームアームズ・ガール（FAガール）に続く、第二の美少女プラモデルシリーズ。2016年に発表され、同年12月に第一弾を発売。FAガールが大元のフレームアームズの擬人化が中心であるのに対し、こちらは完全オリジナルとなっている。また、FAガールは特に明確な設定を持たないのに対し、こちらはバトルホビーの設定を持つ。素体自体も稼働域に特化した新たなるものが採用されており、武装状態でも稼働を楽しめる構造となっている。なお、パッケージボックスにも加工が施されており、やや高級感を意識している。
プロデューサーは、武装神姫のプロデューサーであった鳥山とりをが担当。素体設計は同じく携わった浅井真紀が行う（後述）。

## メガミデバイスの基礎設定
バトルホビーの下地設定は、2046年にAI稼働の「機械少女」と呼ばれる全高14cmほどの少女型ベースユニットに、模型で出来た武装を施して完成させた「MEGAMI」（Mechanical Girls　×　Armament of Miniature）をお互いに戦わせるという物。
装備した武装はもちろんのこと、制作・改造したMEGAMI自体の完成度や塗装の色合いなどもバトルポイントとして集計され、それにより強さが決まる。単純に、素組みの状態よりも、少しでも部分的な塗装、改造ならびにスクラッチ等の自作が施してあれば、ある程度は十分なポイントが付く。
チーム戦闘が可能で、主にジオラマが設置された筺体による実体バトルと、携帯端末のカメラからスキャンした仮想シミュレーションバトルに分類される。

## プラモデルとしての特徴
1つの製品で「外装と武器を装備した完全武装状態」と「非武装の素体状態」をパーツの差し替えで再現が可能となっている。素体状態に武器のみを装備した「中間状態」にすることも可能。また、種類によっては複数の武装の組み合わせで別の形態にすることが可能。これは武装神姫同様の仕様である。
機械少女にあたる素体には、レイキャシールのガレージキット及びプラモデルキット（コトブキヤ製）、武装神姫（コナミ）を手掛けた浅井真紀が新たに設計した「マシニーカ」をベースとしている。マシニーカは、小型のプラモデルとしては優れた可動構造を持ち、肩甲骨のような肩構造により腕を前に伸ばした状態での交差や、胸に手を当てることができたり、海老反りが可能など、アクションフィギュアに迫る。首、肩、胸部にのみボールジョイントを採用しそれ以外はピンジョイントであるため、ポージングも取りやすい。マシニーカ自体も製品ごとに改良が行われており、強度の対策やより自然なポージングが可能なものが製作されている。
なお、部分的に3mmジョイント軸穴が備わっているため、他社製品やコトブキヤが展開している製品のパーツを取りつけることもできる。また、FAガールや武装神姫の頭部を差し替えパーツを併用することで取り付けることが可能。ただし、サイズとジョイントの関係上フェイスパーツの互換性はないに等しいため若干の改造が必要となる。また、シリーズ内でも形状が異なるものがある。
ライセンスとしては二次創作を許容しており、公式が定めている規約に反しない限り個人制作による販売等も可能となっている。ディーラー申請も可能で、それらによるメガミデバイス向けのカスタムパーツも別途発売されている。鳥山とりをが所属しているランペイジからも各製品向けのカスタムパーツが発売されており、「朱羅」向けの製品では即日完売する出来事が起きた。また、個人制作ディーラーが公式からの誘いで公式製品の一部制作に携わることもある。

## 製品一覧

### WISMシリーズ
デザイナー：島田フミカネ
「WISM ソルジャー・アサルト/スカウト」
2016年12月発売。「woman's imperial　space　marines（帝国婦人宇宙海兵隊）」の略称を持った基本兵種のうちの2つ。2種類の頭部に非武装パーツと武装パーツ、各兵種用の専用装備を持つ。ただし、頭部および非武装・武装パーツを取り付ける基本素体部分は一体分であるため、一製品につき組めるのはアサルトかスカウトのどちらかのみ（肌色の違いにより別兵種にする場合は分解が必要となる。武装状態のみなら、2つの頭部を違和感なく使用できる）。共通武装はハンドガン（スナイプおよびグラップルも同様）。武装とヘルメットを取りつけた姿はSF作品に出てくるような一般兵のような外観となる。設定上はヘルメットにも各兵種向けの仕様が異なったものとなっている。基本色は白をベースとしているが、限定発売のリアルタイプでは黒などの暗色となる。
アサルトは汎用性を重視した中近距離の兵種で、パッケージ状ではショートヘアの頭部素体が担当。兵種専用武装はアサルトナイフおよびスコップ。
スカウトは偵察装備を持つ兵種で、パッケージでは三つ編みの頭部素体が担当。ハンドガンに取り付けることができる偵察ユニットを装備しており、パーツを組み合わせることで無人機としても運用可能。また、ユニットを素体に取り付けることで若干飛行が可能。
「WISM ソルジャー・スナイプ/グラップル」
2017年1月発売。上記WISMシリーズの基本兵種のうちの2つ。基本的な製品仕様はアサルト/スカウトと同様だが、兵種武装および頭部、胸部、表情に違いがある。
スナイプは狙撃などの射撃戦に特化した兵種で、パッケージではロングヘアの頭部素体が担当。ハンドガン強化パーツの狙撃ユニットを装備しており、遠距離からの精密射撃を可能とする。また、火炎放射器としても運用可能。
グラップルは格闘戦に特化した兵種で、パッケージではバッサリしたショートヘアで獣耳の頭部素体が担当。大型腕部のワイルドハンドを使用した力任せの攻撃や爪を用いた斬撃を得意とする。ワイルドハンドそのものはM.S.G モデリングサポートグッズとして発売されているハンドユニットMB40の成型色を変えたものである。

### SOLシリーズ
デザイナー：黒星紅白、柳瀬敬之（メカデザイン）
「SOL ホーネット」
2017年6月発売。「Sonic Opertion Lady」の略称を持つ速度重視の機体の一つ。背面に取り付けるアームによって、スラスターを自由な位置に移動することが可能。当製品では基本素体の一部パーツを変更することで強度を上げている。ヘルメットのカバーはクリアパーツを使用。基本色は赤及び橙をベースとしている。
大型スラスター2つで構成された飛行装備を持つ機体で、空戦に特化している。頭部は丸みのあるショートヘア。ビームを出力可能な遠近装備を持つ。ロードランナーの装備を取り付けることでより速度に特化したフルアーマーモードとなる（設定上では対戦中に該当機のチームメイトから受け取る形で取り付け可能）。
「SOL ロードランナー」
2017年7月発売。SOLシリーズの一つである速度重視機体。脚部にあるローラーを展開し走行形態を表現可能。ホーネットともに、低視認性のカラーバリエーション「LOW VISIBILITY」が限定販売されている。
脚部に搭載されたローダーダッシュユニットによる地上走行に特化した機体。頭部は癖っ毛のあるショートヘアで褐色肌となっている。武装面はビームガンの底部に装着するビームブレードを使用した中近距離・近接攻撃を得意とする。ホーネットの装備を取り付けることで、こちらもフルアーマーモードに強化できる。
「SOL ラプター」
2018年11月発売。SOLシリーズの第3弾となるアイテム。『アリス・ギア・アイギス』でもユニットとして登場しており、それに応じてゲームで使用できる専用ギア一式のコードも付属している。
ホーネットとロードランナーのパーツに新規の頭部と武装パーツを追加したモデルで、SOLシリーズ中最大のボリュームとなった。ただし一部パーツが変更されている関係上、元のホーネットとロードランナーの武装として組むことはできない。一部装甲パーツを組み合わせるとミミズク型のサポートメカが完成する。
2025年4月には素体と装備のカラーを赤色に変更した「BEAST MODE」が一般販売予定。
「SOL ストライクラプター」
2019年4月発売。SOLラプターの一部パーツと成型色を変更したバージョン。ゲームで使用できる専用ギア一式のコードも付属。
もともとは『アリス・ギア・アイギス』に登場したユニットであり、商品化する予定がなかったが、好評だったこともあり急遽商品化が決定した。

### 朱羅シリーズ
デザイナー：Nidy-2D-
「朱羅 忍者」（あすら にんじゃ）
2017年12月発売。朱羅シリーズの一つである、忍者型の近接戦闘重視の機体。頭部は短めのツインテールで、ボディの基本色は赤と黒。重量がある重火器を装備せずに機動力を高く設定し、デフォルトで装備されたクナイ、カタール、忍者刀などでの白兵戦を得意とする。
弓兵の装備を合体させることで、さらに機動力を強化した「侍モード」にパワーアップすることができる。
装備のカラーを黒と紫に変更した「忍者・影衣」がコトブキヤショップで限定販売された。その他、コスチュームを水着状のデザインとし、武器の刃先をビーム刃に変更した「忍者・蒼衣」が2018年8月に一般販売。蒼衣にはChaos & Pretty同様の素手素足パーツが付属する。プロポーションを変更し、武器を短剣と大型手裏剣に変更した「忍者・枢（かなめ）」が2024年7月に一般販売。未塗装未組立の上級者モデルである「忍者 モデラーズエディション」が2024年11月にコトブキヤショップ限定で販売された。
「朱羅 弓兵」（あすら きゅうへい）
2018年1月発売。朱羅シリーズの一つである、弓兵型の遠距離戦重視の機体。頭部は幅広のポニーテールで、ボディの基本色は忍者同様に赤と黒。機動力の高い機体ではあるが忍者ほどの俊敏さはなく、大弓による射撃戦を得意とする。この大弓は曲射が可能である他、翼としてボディに装着することで滑空能力を持たせることも出来る。
忍者の装備を合体させることで、太刀による強烈な斬撃を繰り出せる「侍モード」にすることも可能。
忍者同様に、装備のカラーを黒と紫に変更した「弓兵・影衣」がコトブキヤショップで限定販売された。「忍者・影衣」と同カラーリングの「弓兵・蒼衣」が2018年9月に一般販売、素手素足になっている点は忍者同様。
弓兵のみのバリエーションとして全身が薄いピンク系の配色に変更された「桜鬼」がフィギュアJAPANの付録として2019年3月に発売される。カラーリング変更のほかに、頭部ヘアバンド・胸部・髪留めのリボンパーツが新規で付属する。プロポーションを変更し、武器を短剣と弩弓に変更した「弓兵・絆（きずな）」が2024年8月に一般販売された。未塗装未組立の上級者モデルである「弓兵 モデラーズエディション」が2024年12月にコトブキヤショップ限定で販売された。
「朱羅 九尾」（あすら きゅうび）
2020年4月発売。朱羅シリーズの一つである、一部新規造形の忍者をベースに九尾の狐をモチーフとした空中戦特化の機体。桜鬼と対になる。MSGを纏うをコンセプトにミキシングした白色成型色のラピッドレイダーのカウルと狐面、忍者の武装が付属している。
2022年3月に装備のカラーを赤色に変更した「九尾 火舞羅」がコトブキヤショップで限定販売された。
2025年1月に装備のカラーを白色に変更した「九尾 祭」が一般販売された。
「朱羅 玉藻ノ前」（あすら たまものまえ）
2021年7月発売。朱羅シリーズの一つである、一部新規造形の弓兵をベースに玉藻前をモチーフとした電子戦特化の機体。MSGを纏うをコンセプトにミキシングした黒色成型色のラピッドレイダーのカウルと武器の錫杖、扇子、弓兵の武装、九尾のパーツが付属。
2023年12月に装備のカラーを白色に変更し、スキンカラーCを採用した北米仕様の「玉藻ノ前 BAIT Ver.」がBAIT限定で、日本国内仕様の「玉藻ノ前 白面金毛」がコトブキヤショップ限定で販売された。
2025年2月に皇巫シリーズのプロポーションに変更し、扇子などを追加した「宴（うたげ）」が一般販売された。

### Chaos & Prettyシリーズ
デザイナー：凪良
「Chaos & Pretty マジカルガール」
2018年6月発売。Chaos & Prettyシリーズの一つで、低年齢層に向けた商品という設定。魔法をテーマとしており、アニメに登場するような魔法少女モチーフとなっている。天使のような羽やステッキを装備している反面、表情の一部や分銅状の武器など、凶悪性をも併せ持つ内容となっている。
変身前後をイメージした成型色の髪型が2色分付属。クリア成型のエフェクトパーツが付属。魔法陣エフェクトパーツは組み合わせることが可能で、支柱を使用してスタンドとして使用することもできる。
この弾と次弾は素手素足パーツが付属する。今弾からスイング関節のない手首が2種（武器持ち手2種）追加されている。
成型色を変更した「DARKNESS」が2018年12月に一般販売、ハロウィンをイメージとした暗色系とオレンジを基調とした仕様となった。
「Chaos & Pretty ウィッチ」
2018年7月発売。Chaos & Prettyシリーズでマジカルガールと対となるキャラクター。魔法をテーマとしているが、形状・配色ともに魔女をモチーフとした仕様である。武器も対照的で、中・遠距離用の重火器をメインとして装備している。
帽子は取り外し可能で、取り付け前後の髪型が2種、それぞれ2色分付属する。クリアエフェクトパーツが付属、一部パーツはマジカルガールと共通となる。手袋をつけている関係上、手首パーツは2色分付属。
成型色を変更した「DARKNESS」がマジカルガールと同時に一般販売、ノーマルと異なり配色はマジカルガールに合わせた仕様となった。
「Chaos & Pretty 赤ずきん」
2022年5月発売。Chaos & PrettyシリーズでMSGを纏うをコンセプトとしたマジカルガールを素体とするキャラクターでミキシングしたフレキシブルアームBが付属。
「Chaos & Pretty グランマ」
2023年11月発売。Chaos & PrettyシリーズでMSGを纏うをコンセプトとした、同シリーズの赤ずきんを素体とするキャラクターでガトリングガンとハンドハンドガトリングガンをミキシングした3挺とウルフヘッドが付属。
「Chaos & Pretty アリス」
2022年7月発売。Chaos & PrettyシリーズでMSGを纏うをコンセプトとしたウィッチを素体とするキャラクターでミキシングしたレイジングブースターが付属。
「Chaos & Pretty クイーン・オブ・ハート」
2023年12月発売。Chaos & PrettyシリーズでMSGを纏うをコンセプトとした、同シリーズのアリスを素体とするキャラクターでミキシングしたエクシードバインダー2が付属。

### BULLET KNIGHTSシリーズ
デザイナー：イセ川ヤスタカ
「BULLET KNIGHTS ランチャー」
2019年5月発売。長物系の武装の使用にこだわったBULLET KNIGHTSシリーズの遠距離砲撃重視機体。身の丈の倍近い大型砲と大型シールドを備えており、装備を組み替えることでサポートマシンにすることもできる。
成型色を変更した「ヘルブレイズ」バージョンも一般販売されている。
「BULLET KNIGHTS ランサー」
2019年6月発売。長物系の武装の使用にこだわったBULLET KNIGHTSシリーズの中距離格闘重視機体。髪型と表情を変更し、大型砲を大型の槍に変えた以外はランチャーと同一の仕様。
ランチャーと同じく「ヘルブレイズ」バージョンも一般販売されている。
「BULLET KNIGHTS エクスキューショナー」
2021年1月発売。長物系の武装の使用にこだわったBULLET KNIGHTSシリーズの近距離格闘重視機体。髪型と表情を変更し、武器をスカルマサカー（MSG）に変えた以外はランチャーと同一の仕様。
成型色の変更と武器をナイトマスターソード（MSG）に変更した「ブライド」バージョンも一般販売されている。
「BULLET KNIGHTS エクソシスト」
2021年2月発売。長物系の武装の使用にこだわったBULLET KNIGHTSシリーズの近距離格闘重視機体。髪型と表情を変更し、武器をエクシードバインダー（MSG）に変えた以外はランチャーと同一の仕様。
成型色の変更と武器をグレイヴアームズ（MSG）に変更した「ウィドウ」バージョンも一般販売されている。

### 皇巫シリーズ
デザイナー：Nidy-2D-
「皇巫 スサノオ」（おうぶ すさのお）
2022年1月発売。朱羅シリーズの発展的機体である皇巫シリーズの一つである、近接格闘型の機体。MSGのトップスセットとボトムスセットで新規造形されている。
2023年1月には装備のカラーを青色に変更し、MSGのシャープハンド02を追加した「皇巫 スサノオ 蒼炎」が一般販売されている。
2023年10月には髪の毛と胸部を新規造形した「皇巫 スサノオ レガリア」が一般販売されている。
2024年4月には蒼炎を赤色に変更した「皇巫 スサノオ 紅蓮」が一般販売されている。
2025年5月には「皇巫 スサノオ レガリア」のカラーを黄色と白色に変更し踊り子をモチーフとした「皇巫 アメノウズメ 陽光(サンシャイン)」が一般販売されている。
「皇巫 アマテラス レガリア」（おうぶ あまてらす れがりあ）
2023年8月発売。朱羅シリーズの発展的機体である皇巫シリーズの一つである、長距離支援型の機体。スサノオと同じくMSGのトップスセットとボトムスセットで新規造形されている。
2025年4月には装備のカラーを深紫色に変更した「皇巫 アマテラス 日蝕（エクリプス）」が一般販売されている。
「皇巫 ツクヨミ レガリア」（おうぶ つくよみ れがりあ）
2025年6月発売。朱羅シリーズ発展的機体である皇巫シリーズの一つである、電子戦特化型の機体。スサノオ、アマテラスと同じくMSGのトップスセットとボトムスセットで新規造形されている。

### BUSTER DOLLシリーズ
新造された新素体マシニーカ 「Block2」を採用した初のシリーズ。Block2では可動域などが強化されている。
主に学生服型のコスモードの他、武装モードが二重構造になった「レイヤードアーマーシステム」を採用している。また、素の状態での改造をしやすくする3mm穴が多めに確保されている。
「BUSTER DOLL ガンナー」
- デザイナー：浅井真紀（素体デザイン）、パセリ（キャラクターデザイン）、たすく（メカニックデザイン）

2024年1月発売。BUSTER DOLLシリーズの遠距離攻撃型の機体。2024年11月には装備のカラーをダークカラーに変更した「MIDNIGHT FANG」が一般販売。
「BUSTER DOLL ナイト」
- デザイナー：浅井真紀（素体デザイン）、パセリ（キャラクターデザイン）、たすく（メカニックデザイン）

2024年3月発売。BUSTER DOLLシリーズの近距離攻撃型の機体。2024年12月には装備のカラーをダークカラーに変更した「DARKNESS CLAW」が一般販売。
「BUSTER DOLL タンク」
- デザイナー：浅井真紀（素体デザイン）、パセリ（キャラクターデザイン）、たすく（メカニックデザイン）

2024年5月発売。BUSTER DOLLシリーズの砲撃型の機体。2025年1月には装備のカラーをダークカラーに変更した「MIDNIGHT FANG」が一般販売。
「BUSTER DOLL パラディン」
- デザイナー：浅井真紀（素体デザイン）、パセリ（キャラクターデザイン）、たすく（メカニックデザイン）

2024年6月発売。BUSTER DOLLシリーズの近距離攻撃型の機体。2025年2月には装備のカラーをダークカラーに変更した「DARKNESS CLAW」が一般販売。

### POMI☆MOFUシリーズ
「Block2-M」を低身長化した「Block2-S」を採用したシリーズ。
「POMI☆MOFU マオ」
2024年9月発売。POMI☆MOFUシリーズの猫型の機体。2025年9月にはスキンカラーAの比率を高めた成型色に変更された黒マオが一般販売予定。
「POMI☆MOFU トゥ」
2024年11月発売。POMI☆MOFUシリーズの兎型の機体。2025年10月にはスキンカラーBの比率を高めた成型色に変更された雪トゥが一般販売予定。
「POMI☆MOFU ラン」
2025年7月発売予定。POMI☆MOFUシリーズの狼型の機体。Block2-Mを採用。
「POMI☆MOFU シャオ」
2025年8月発売予定。POMI☆MOFUシリーズの梟型の機体。Block2-Mを採用。

### デザイアメイデンシリーズ
「デザイアメイデン レイダー」
2025年12月発売予定。デザイアメイデンシリーズのコウモリをモチーフとする武装を装備した空戦、近距離攻撃型の機体。

### コラボレーション

#### アリス・ギア・アイギス
ソーシャルゲーム「アリス・ギア・アイギス」(略称アリスギア)とのコラボ商品。アリスギアに登場するキャラクターを装備(ギア)ごと立体化している。
ギアはゲーム内ではキャラの背後に浮遊しているため、メガミデバイスではオリジナルにアームがデザインされた。島田フミカネのデザインで磁場や電磁パルスのようなもので吸着しているイメージからメカニックレリーフのような柄が採用された。各部ギアの発光パーツと同じ色の透明プラスチックで再現。
シリーズナンバーにはAが使用されA1、A2とナンバリングされている。
「吾妻楓」（あがつま かえで）
- デザイナー：島田フミカネ

2018年10月発売。スマートフォンゲーム『アリス・ギア・アイギス』とのコラボレーションモデル第一弾。ゲームで使用できる専用ギア一式のコードも付属。
劇中同様の武装を付け替え式で再現。ＳＰ発動時用ランチャー、装着可能なエフェクトパーツが付属する。一部、色分けが不完全な箇所用に水転写デカールが付属する。
「吾妻楓 皆伝」（あがつま かえで かいでん）
2020年5月発売。吾妻楓の性能変更版である「吾妻楓 皆伝」をモデル化したもの。アナザー用の衣装であるエーススーツが再現されている。ゲーム中の必殺武器となる大型の日本刀『千本桜【四ノ切】』が新たに付属する。また、瞳のデザインを維新、全身のプロポーションを見直したことでより劇中に近いものとなった。
「メガミデバイス改造パーツセット012 吾妻 楓用」
ゲーム内に登場した各種アクセサリーを再現、別売りの本体と組み合わせることで劇中の姿を再現できる改造パーツセット。「遮那仮面」を再現するお面パーツやポニーテールの髪の毛パーツ、「猫耳」「ポンポン」「アニバーサリーリング付き手首」とリニューアルされた「胸パーツ」、更に「笑顔フェイス」が付属。
「メガミデバイス改造パーツセット018吾妻楓用 チアガール/成子坂」
チアガール衣装を着用した楓を再現した製品。改造パーツセットと銘打っているが必要パーツは全て封入されていることから本キットのみで完成させることが可能。合同会社ランペイジとの共同開発でパーツごとプラキットとレジンキットに分かれている。
「兼志谷 シタラ Ver.カルバチョート」(かねしやシタラ バージョン・カルバチョート)
- デザイナー：海老川兼武

2019年10月発売。スマートフォンゲーム『アリス・ギア・アイギス』とのコラボレーションモデル第二弾。ゲームで使用できる専用ギア一式のコードも付属。
ゲーム内で兼志谷シタラが扱う対ヴァイス兵装『ガネーシャ』が巨大で立体化困難であったため、製品用に新しい装備「カルバチョート」が書き下ろしされた。また本製品の発売と同時に原作ゲーム内でも次世代試作機としてカルバチョートが実装された。
「兼志谷 シタラ Ver.カルバチョート 天機」(かねしやシタラ バージョン・カルバチョート てんき)
2020年9月発売。カルバチョートの成型色および、シタラの服装を「エーススーツ」と呼ばれる戦闘服に変更したバージョン。追加装備として、遠隔攻撃端末「ディーバパリ」が新たに付属する。また、瞳のデザインを維新、全身のプロポーションを見直したことでより劇中に近いものとなった。ゲーム内で同装備を使用できるプレゼントコードが付属。
「メガミデバイス改造パーツセット013アワシャ」
メガミデバイス兼志谷シタラ用の改造キット。発売済みのシタラに組み込むことでゲーム内の私服姿を再現できる。合同会社ランペイジとの共同開発でパーツごとプラキットとレジンキットに分かれている。
「メガミデバイス改造パーツセット013.1アワシャ改」
013アワシャにシタラの素体ランナーを追加で封入し本キットだけで組み立てを可能にしたモデル。
「兼志谷 シタラ Ver.ガネーシャ」
2021年4月発売。その巨大さから立体化不可能と言われたガネーシャだったがVer.カルバチョートの売れ行きが好評だったことで製品化が発表。メガミデバイス史上最大の大型キットとして発売された。ゲーム内同様に後ろから見た際のパースがかった見え方を再現するために各部の比率を調整し背面ギアは設定よりも大型化している。
シタラ本体も新規の肩パーツ、足パーツを組み込むことでプロポーションが見直された。
「アリス・ギア・アイギス ギアユニット Ver.ガネーシャ」
2021年4月発売。兼志谷シタラVer.ガネーシャの装備のみのセット。以前に発売されたVer.カルバチョート所有者向けに発売された。
「相河 愛花」（あいかわ あいか）
- デザイナー：島田フミカネ

2020年7月発売。スマートフォンゲーム『アリス・ギア・アイギス』とのコラボレーションモデル第三弾。ゲームで使用できる専用ギア一式のコードも付属。
「相河 愛花 仁愛」（あいかわ あいか じんあい）
2021年10月発売。愛花のアナザーバージョンを再現。エーススーツVを再現し素体をリニューアル。加えて新SPの“ヴァーナルフラッフ”が付属。瞳のデザインを維新、前髪パーツを新造形することでよりゲーム内イメージに近づいた。
「一条 綾香」（いちじょう あやか）
- デザイナー：島田フミカネ

2020年8月発売。スマートフォンゲーム『アリス・ギア・アイギス』とのコラボレーションモデル第四弾。ゲームで使用できる専用ギア一式のコードも付属。
「一条 綾香 英俊」（いちじょう あやか えいしゅん）
2021年11月発売。綾香のアナザーバージョンを再現。エーススーツVを再現し素体をリニューアル。加えて新SPの“焔剣フランベルジュ”が付属。瞳のデザインを維新することでよりゲーム内イメージに近づいた。
「金潟 すぐみ」（かながた すぐみ）
- デザイナー：ピラミッド

2021年8月発売。スマートフォンゲーム『アリス・ギア・アイギス』とのコラボレーションモデル第五弾。初期実装キャラ以外では初の立体化となった。ゲームで使用できる専用ギア一式のコード、OVAの視聴コードが付属。こだわったパーツ分割により複雑な色分けを成型色で再現。また巨大なエフェクトパーツが付属。そういったこだわり抜かれた造形や、キャラクター自身の人気も相まってコトブキヤ直営店を含め主要な通販サイトで予約が集中し数時間で売り切れる事態が発生。予約開始からわずか2日で再生産の告知と、今後の美少女プラモデルの予約では上限数の引き締めや抽選方式が採用されるなどの対応がとられた。
「金潟 すぐみ 臥薪」（かながた すぐみ がしん）
2023年4月発売。すぐみのアナザーバージョンを再現。初となるエーススーツ“アンソニー”を再現し素体をリニューアル。加えて新SPの“マグヌム・オプス”が付属。
「小芦 睦海」（こあし むつみ）
- デザイナー：ピラミッド

2022年9月発売。スマートフォンゲーム『アリス・ギア・アイギス』とのコラボレーションモデル第六弾。ゲームで使用できる専用ギア一式のコードも付属。
「小芦 睦海 剛毅」（こあし むつみ ごうき）
- デザイナー：ピラミッド

2023年7月発売。睦海のアナザーバージョンを再現。エーススーツVを再現し素体をリニューアル。加えて新SPの“ビーストインストール”が付属。
「高幡 のどか」（たかはた のどか）
- デザイナー：岡野力也

2024年5月発売。スマートフォンゲーム『アリス・ギア・アイギス』とのコラボレーションモデル第七弾。ゲームで使用できる専用ギア一式のコードも付属。
「高幡 のどか 師門」（たかたは のどか しもん）
- デザイナー：岡野力也

2025年3月発売。のどかのアナザーバージョンを再現。ボトムスギアのスラスター、ヘッドギアを一部新規造形で再現している。ニューフライングベースが付属。

#### 武装神姫
コナミデジタルエンタテインメント(以下コナミ）のアクションフィギュアシリーズ『武装神姫』とのコラボレーション。素体はマシニーカをベースとしているためにジョイント径は3ミリであり、そのままではコナミが製作したMMS仕様（ジョイント径3.3ミリ）との素体や武装の互換は不可能だが、別売りの変換アダプタを使用することで互換性を確保している（一部パーツのすり合わせが必要となる場合あり）。シリーズナンバーはBを使用している。
「猟兵型エーデルワイス」
- デザイナー：島田フミカネ

2019年1月発売。『武装神姫』再起動プロジェクト第1弾。
肌の成型色がアーンヴァル同様であるなど、コナミ版武装神姫を意識した商品仕様となっている。今弾から塗装チャートが詳しく表示されるようになった。
コトブキヤはアーンヴァルとストラーフのプラモデル化を目指していたが、処々の事情により後発の本機が先に発売されることとなった。エーデルワイスは初めからメガミデバイスでの発売を目指していたため、最初からマシニーカベースの素体となっている。
2024年9月に「リペイントカラーバージョン」がコトブキヤショップ限定で販売。
「天使型アーンヴァル」
- デザイナー：島田フミカネ

2022年11月発売。『武装神姫』再起動プロジェクト第2弾。
2023年9月に「リペイントカラーバージョン」が発売。
「天使型アーンヴァル トランシェ2」
- デザイナー : 島田フミカネ

2024年8月発売。『武装神姫』再起動プロジェクト第4弾。
アーンヴァルの強化バージョン。
「悪魔型ストラーフ」
- デザイナー：島田フミカネ

2023年5月発売。『武装神姫』再起動プロジェクト第3弾。
2024年3月に「リペイントカラーバージョン」が発売。
「悪魔型ストラーフ bis」
- デザイナー：島田フミカネ

2025年7月発売予定。『武装神姫』再起動プロジェクト第5弾。
ストラーフの強化バージョン。

#### フレームアームズ・ガール
同社の美少女プラモシリーズ「フレームアームズ・ガール」とのコラボシリーズ。
シリーズナンバーにはFが使用されF1とナンバリングされている。
「バーゼラルドAnimation Ver.」
- デザイナー：島田フミカネ

2021年5月発売。『フレームアームズ・ガール』とのコラボレーションモデル第一弾。後発のアニメ作品に登場した小柄なバーゼラルドを再現している。武装は旧来のもので成型色を劇中に寄せたものが付属。
「マジカルバーゼラルド」
- デザイナー：島田フミカネ

2022年6月発売。『フレームアームズ・ガール』とのコラボレーションモデル第二弾。上記のバーゼラルドにアルナイルロッド（MSG）を追加した魔法少女風のもの。

## メディア展開
公式サイト内で作品世界観に沿った漫画を掲載。作者は「からしいち」。
コロプラおよびピラミッドが開発している『アリス・ギア・アイギス』とのコラボが決定している。こちらはfigmaで制作された別のキャラとの互換コラボも発表されている。
大元の原型である「武装神姫」についても、コトブキヤ参入後のリブート企画としてコラボを実施している。